# Linkebeek
Linkebeek es un municipio belga perteneciente a la provincia de Brabante Flamenco, en el arrondissement de Halle-Vilvoorde. Según el censo del 1 de enero de 2018, contaba con una población de 4760 habitantes.
Se ubica en la periferia meridional de Bruselas, entre Beersel y Sint-Genesius-Rode, en un pequeño rincón entre la capital nacional y la Región Valona.
Por su ubicación entre Bruselas y Valonia, la mayoría de la población es francófona y está catalogado como municipio con facilidades lingüísticas. En los primeros años del siglo XXI, el ayuntamiento ha devenido ingobernable por las tensiones político-lingüísticas entre la mayoría de población local francófona y el gobierno regional neerlandófono, con largos períodos de gobierno local en funciones.

## Demografía

### Evolución
Todos los datos históricos relativos al actual municipio, el siguiente gráfico refleja su evolución demográfica, incluyendo municipios después de efectuada la fusión el 1 de enero de 1977.
| Gráfica de evolución demográfica de Linkebeek entre 1846 y 2020 |
|                                                                 |